# إيفور وود
إيفور وود (بالفرنسية: Ivor Wood)‏ هو رسام رسوم متحركة بريطاني وفرنسي، ولد في 4 مايو 1932 في ليدز في المملكة المتحدة، وتوفي في 13 أكتوبر 2004 في لندن في المملكة المتحدة بسبب سرطان.

## وصلات خارجية
- إيفور وود على موقع IMDb (الإنجليزية)
- إيفور وود على موقع قاعدة بيانات الفيلم (الإنجليزية)
- إيفور وود على موقع كينوبويسك (الروسية)